# Національна бібліотека Вірменії
Національна бібліотека Вірменії (вірм. Հայաստանի Ազգային Գրադարան) — найбільша бібліотека Вірменії, розташована у Єревані. Вона є науково-дослідним, інформаційним та культурним центром водночас. Заклад є найобширнішим у світі сховищем вірменської видавничої продукції, а також створює всі умови для збору й обробки інформації та забезпечує її повну доступність для читачів усіма можливими способами. У багатій колекції бібліотеки виділяються перша вірменська друкована книга «Урбатагірк» («Книга п'ятниці», Венеція, 1512 р.), перше вірменське періодичне видання «Аздарар» («Вісник», Мадрас, 1794 р.) та перша друкована мапа «Аматарац Ашхарацуйц» («Загальний вказівник світу», Амстердам, 1695 р.).

## Історія
Початком історії закладу вважають 1832 р., коли була заснована бібліотека Єреванської чоловічої гімназії. Адже саме на основі її колекції, яка налічувала 18000 одиниць, була утворена Національна бібліотека Вірменії.
З 1925 по 1990 рр. бібліотека носила ім'я державного та суспільного діяча Олександра М'яснікяна, а 1990 року була перейменована у Національну бібліотеку Вірменії. Вона розташована у чотирьох корпусах. Найстаріший з них був зведений за проектом архітектора Олександра Таманяна у 1939 році. В 2008—2011 рр. ця будівля була реконструйована. У різні роки бібліотеку відвідували відомі вірменські письменники Аветик Ісаакян, Дереник Демирчян, Паруйр Севак, Наірі Зарян, також відомі вчені Віктор Амбарцумян, Сергій Мерґелян, Джон Кіракосян, Едуард Джрбашян.

### Очільники
В різні періоди бібліотеку очолювали:
- Степан Канаян (1919—1921 рр.)[3];
- Єрванд Тагіаносян (1922—1928 рр.)[4];
- Мамікон Ґорґян (1928—1930 рр.)[5][6];
- Азат Мартикян (1930—1936 рр.)[7];
- Темза Закарян (1936—1937 рр.)[8];
- Агавні Степанян (1937—1953 рр.)[9];
- Арменак Мірзоян (1953—1956 рр.);
- Аразі Тірабян (1956—1989 рр.);
- Генрік Лілоян (1989—1991 рр.);
- Рафаел Ішханян (1991—1995 рр.);
- Георгій Тер-Варданян (1995—1998 рр.);
- Давид Саркісян (1998—2011 рр.);
- Тигран Зарґарян (2011—2019 рр.);
- Анна Чулян (з 21 серпня 2020 р.).